# Hoogvlakteleeuwerik
De hoogvlakteleeuwerik (Corypha nigrescens) is een zangvogel uit de familie Alaudidae (leeuweriken). Eerder werd deze vogel beschouwd als een ondersoort van de roodnekleeuwerik (C. africana).

## Verspreiding
Deze soort komt voor in zuidelijk Afrika en telt drie ondersoorten:
- C. n. nigrescens: noordoostelijk Zambia en zuidelijk Tanzania.
- C. n. nyikae: oostelijk Zambia, noordelijk Malawi en zuidwestelijk Tanzania.